# Cultura de Chipre
La cultura de Chipre tiene características especiales. 

## Definición
La cultura chipriota puede dividirse, a grandes rasgos, en dos grupos. Por un lado, la influencia griega, de la que la isla heredó el idioma mayoritario y el grupo étnico del 80% de los chipriotas. Por otro, la cultura turca define el modo de vivir de los turco-chipriotas.

## Historia
Es mundialmente conocido el antiguo recelo histórico entre Grecia y Turquía, debido a las interminables luchas por dominar las numerosas islas del Mar Egeo, entre ellas Chipre. El gran poderío del Imperio otomano logró doblegar a los helenos, por lo que se agudizaron aún más las rencillas. El fin de este imperio y el nacimiento de Grecia y Turquía como naciones modernas ha establecido la paz oficialmente, aunque se han dado situaciones explícitas de enemistad: Grecia se opuso firmemente a la entrada de Turquía a la Unión Europea.
Volviendo a Chipre, al haberse encontrado las antagónicas culturas griega y turca, la situación se volvió caótica por las rivalidades étnicas entre ambos grupos. A la casi inminente guerra civil chipriota, la ONU intervino oportunamente, delimitando claramente el territorio griego del turco, dejando una zona inhabitada entre estos.
- Datos: Q3007202
- Multimedia: Culture of Cyprus / Q3007202